# Els sis Napoleons
L'aventura dels sis napoleons, un dels 56 contes de Sherlock Holmes escrits per Sir Arthur Conan Doyle, és un dels 13 contes del cicle recollits com El retorn de Sherlock Holmes. Va ser publicat per primera vegada a Collier's als Estats Units el 30 d'abril de 1904, i a The Strand Magazine al Regne Unit el maig de 1904.

## Trama
L'inspector Lestrade de Scotland Yard porta a Holmes un misteriós problema sobre un home que trenca els bustos de guix de Napoleó. Un va ser destrossat a la botiga de Morse Hudson i altres dos, venuts per Hudson a un tal doctor Barnicot, van ser destrossats després que la casa i la consulta del metge haguessin estat robades. No es va prendre res més. En el primer cas, el bust es va treure fora abans de ser trencat.
Holmes sap que la teoria de Lestrade sobre un boig que odia Napoleó deu ser equivocada. Els busts en qüestió provenien tots del mateix motlle, quan hi ha milers d'imatges de Napoleó per tot Londres.
L'endemà, Lestrade truca a Holmes a una casa on hi ha hagut un altre trencament de busts, però també hi ha hagut un assassinat. El senyor Horace Harker va trobar l'home mort a la seva porta després d'investigar un soroll. El seu bust de Napoleó també el va prendre un lladre que entrava per una finestra. També era del mateix motlle. A més, a la butxaca del mort es troba una fotografia d'un home d'aspecte simiesc.

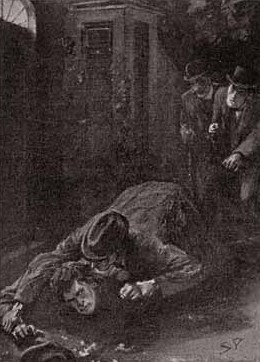
Beppo és capturat, il·lustració de 1904 de Sidney Paget.

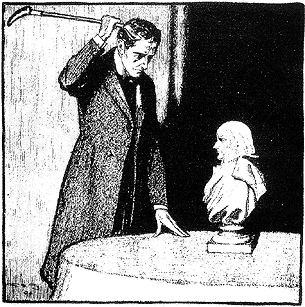
Holmes mirant el seu botí, il·lustració de 1904 de Frederic Dorr Steele a Collier's

Els fragments del bust d'en Harker es troben al jardí davanter d'una casa buida al carrer. Holmes conclou que el lladre volia veure què estava fent, perquè aquí hi ha un fanal, mentre que el bust es podria haver trencat en una altra casa buida més propera a la d'Harker, però allà hauria estat a fosques.
Holmes diu a Lestrade que li digui a Harker, un periodista del Central Press Syndicate, que està convençut que el culpable és un boig. Holmes sap que això no és cert, però és convenient utilitzar la premsa per convèncer el culpable que això és el que creuen els investigadors.
Holmes entrevista els dos botiguers que van vendre els busts i esbrina a qui es van vendre i on es van fer, Gelder & Co. Un parell dels seus informants també reconeixen l'home simiesc de la imatge. El coneixen com a Beppo, un immigrant italià. Fins i tot va treballar a la botiga on es va trencar el primer bust, havent-hi deixat la feina només dos dies abans.
Holmes va a Gelder & Co. i descobreix que els bustos formaven part d'un lot de sis, però a part d'això, el gerent no pot pensar en cap raó per la qual haurien de ser especials o per què algú voldria destruir-los. Reconeix la imatge de Beppo i el descriu com un canalla. Va ser empresonat per un apunyalament al carrer un any abans, però és probable que ara hagi estat alliberat. Una vegada va treballar a Gelder & Co., però no ha tornat. El seu cosí encara hi treballa. Holmes demana al gerent que no parli amb el cosí sobre Beppo.
Aquell vespre, Lestrade porta la notícia que el mort ha estat identificat com Pietro Venucci, un mafiós. Lestrade creu que Venucci va ser enviat a matar el culpable, però ell mateix va acabar mort.
Després d'enviar un missatge exprés, Holmes convida el Dr. Watson i Lestrade a unir-se a ell fora d'una casa a Chiswick on sembla que Holmes espera un altre trencament de bustos. En Lestrade ja està exasperat per la preocupació d'Holmes pels busts, però arriba. No estan decebuts. Beppo apareix, entra a la casa i torna per la finestra minuts més tard amb un bust de Napoleó, que procedeix a trencar. A continuació, examina les peces, sense saber que Holmes i Lestrade s'estan acotant darrere d'ell. S'aboquen i Beppo és arrestat. No parlarà, però.
El misteri per fi es descobreix després que Holmes ofereix 10 lliures (1.150 £ el 2021) al propietari de l'últim bust existent, fent-lo signar un document que transfereix tots els drets i la propietat del bust a Holmes. Després que el venedor ha marxat, Holmes trenca el bust amb un bastó. Entre els fragments de guix hi ha una joia, la perla negra dels Borgia. Holmes va ser conscient del cas de la seva desaparició des del principi. La sospita havia caigut sobre la minyona del propietari, que es deia Lucretia Venucci, la germana del mort. Beppo d'alguna manera va aconseguir la perla de Pietro Venucci i la va amagar dins d'un bust de guix encara tou a la fàbrica on treballava, moments abans de la seva detenció per l'apunyalament de la baralla al carrer.
Després de complir la seva condemna d'un any, va intentar recuperar la perla amagada. Es va assabentar pel seu cosí que va comprar els bustos, i gràcies als seus propis esforços i als seus confederats, fins i tot va saber qui eren els compradors finals. Aleshores va procedir a buscar els busts, trencant-los un a un per trobar la perla.

## Detalls
Encara que apareix en obres publicades posteriorment, aquesta és una de les últimes aparicions de Lestrade dins del cànon oficial, prop del punt mitjà de les 60 obres combinades de Holmes de Doyle. Després d'això només és esmentat per Holmes o Watson, a "The Disappearance of Lady Frances Carfax" i "The Adventure of the Three Garridebs", com a membre de Scotland Yard.
El dispositiu argumental bàsic de la història és similar al que va utilitzar Doyle a l'anterior "Aventura del carbuncle blau" on una joia robada s'amagava dins del ventre d'una oca, però el criminal no està segur de quina de les oques similars té la joia.

## Historial de publicacions
"Els sis Napoleons" es va publicar als Estats Units a Collier's el 30 d'abril de 1904, i al Regne Unit a The Strand Magazine el maig de 1904. La història es va publicar amb sis il·lustracions de Frederic Dorr Steele a Collier's, i amb set il·lustracions de Sidney Paget al Strand. Va ser inclòs a la col·lecció de contes El retorn de Sherlock Holmes que es va publicar als Estats Units el febrer de 1905 i al Regne Unit el març de 1905.

## Adaptacions

### Cinema i televisió
La història va ser adaptada com un curtmetratge mut titulat The Six Napoleons (1922) a la sèrie de pel·lícules Stoll protagonitzada per Eille Norwood com Sherlock Holmes.
The Pearl of Death és una pel·lícula de Sherlock Holmes de 1944 que es basa lliurement en "Els sis Napoleons".
Dressed to Kill -també coneguda com Prelude to Murder (títol provisional) i Sherlock Holmes and the Secret Code (al Regne Unit)- és una adaptació de 1946 basada en "Els sis Napoleons", on els busts es van substituir per caixes musicals.
L'episodi de la sèrie de televisió  Les aventures de Superman (episodi 4 de la temporada 1) anomenat "El misteri de les estàtues trencades" es basa principalment en "Els sis napoleons".
La sèrie de televisió de 1965 Sherlock Holmes protagonitzada per Douglas Wilmer com Holmes i Nigel Stock com Watson va incloure una adaptació de "Els sis Napoleons".
Aquesta història es va dramatitzar a la popular sèrie Sherlock Holmes de Granada Television protagonitzada per Jeremy Brett. Aquesta versió és fidel a la història original, tot i que hi ha un gir. A la història original, Beppo és capturat després de matar Venucci i el seu càstig no es diu perquè el públic ho endevini. A l'episodi, Beppo havia anat a la presó durant un any després de ferir Venucci en una baralla; al final, Beppo és penjat. A més, el cognom de Beppo és Cicollini i el seu paper s'amplia per haver estat compromès anteriorment amb Lucretia Venucci. Marina Sirtis va interpretar Lucrècia en aquest episodi.
Un episodi de la sèrie de televisió animada Sherlock Holmes in the 22nd Century es va basar en la història. L'episodi, titulat "The Adventure of the Six Napoleons", es va emetre el 2001.
L'episodi inicial de la temporada 4 de la sèrie de la BBC Sherlock es diu "The Six Thatchers" i es basa lliurement en aquesta història; en un moment Sherlock creu que el sospitós està a la recerca de la perla negra, que abans se li havia demanat que investigués i la va considerar poc interessant, però aviat es revela que el sospitós està buscant un llapis de memòria que contingui informació sobre el passat de Mary Watson.
La sèrie de televisió nord-americana de CBS Television, Elementary "The Further Adventures" també adapta la història. A l'obertura freda, es produeix un trencament al carrer Baker 221-B. Trobem a Bernardo "Beppo" Pugliesi recuperant l'últim dels 6 busts, venuts de les Noces Reials 2018. Holmes deixa que Beppo trenqui el bust i prengui la Perla dels fragments. Només per explicar la història de Black Pearl i com Beppo va robar la perla. L'endemà del robatori original, apunyala un home en una baralla al bar. Sabent que està sent buscat per l'apunyalament, amaga la perla a la seva fàbrica de ceràmica Brothers, abans de la seva detenció. El seu germà va fer 1.000 bustos, que eren tan lleigs que només en va vendre 6. Un any més tard, Beppo està en llibertat condicional, i comença la recerca, deixant un rastre d'estàtues trencades. En el robatori del cinquè, Beppo estrangula el propietari. Holmes va comprar l'últim dels sis, fent una demostració de la compra, de manera que Beppo arriba a Baker Street. Més tard a Scotland Yard, Holmes destrueix la Perla. Estava fet de vidre pintat. La perla de vidre contenia un anell amb un compartiment buit que Lucrezia Borgia posava el verí utilitzat per matar els enemics de la seva família. Quan va caure en desgràcia amb certs membres del Vaticà, se li va dir que deixés l'anell, la seva arma homicida preferida. La DCI Athelney Jones comenta a Holmes: "Déu meu, Holmes. No has rebut els productes d'un assassinat aquesta nit, sinó dos!"

### Ràdio
Una adaptació radiofònica es va emetre com a episodi de la sèrie de ràdio nord-americana The Adventures of Sherlock Holmes. L'episodi va ser adaptat per Edith Meiser i es va emetre el 25 de maig de 1931, amb Richard Gordon com Sherlock Holmes i Leigh Lovell com el Dr. Watson.
Meiser també va adaptar la història com a episodi de la sèrie de ràdio nord-americana The New Adventures of Sherlock Holmes, amb Basil Rathbone com a Holmes i Nigel Bruce com a Watson. L'episodi es va emetre el 12 d'octubre de 1941. Un altre episodi de la mateixa sèrie adaptat de la història es va emetre el 7 de març de 1948, amb John Stanley interpretant Holmes i Alfred Shirley interpretant Watson.
Una adaptació radiofònica de la història es va emetre a BBC Light Programme el 7 de desembre de 1954 amb John Gielgud com a Holmes i Ralph Richardson com a Watson. La producció es va emetre a la ràdio NBC el 6 de març de 1955.
Michael Hardwick va adaptar la història per al programa de llum de la BBC el 1966, com a part de la sèrie de ràdio 1952–1969 protagonitzada per Carleton Hobbs com Holmes i Norman Shelley com Watson.
Una adaptació de la història es va emetre a la ràdio de la BBC el 1978, protagonitzada per Barry Foster com Holmes i David Buck com Watson.
"Els sis Napoleons" va ser dramatitzat per a la BBC Radio 4 el 1993 per Bert Coules com a part de la sèrie de ràdio 1989-1998 protagonitzada per Clive Merrison com Holmes i Michael Williams com Watson. Va comptar amb Donald Gee com a inspector Lestrade i Peter Penry-Jones com Horace Harker.
La història va ser adaptada com a episodi del 2013 de The Classic Adventures of Sherlock Holmes, una sèrie del programa de ràdio nord-americà Imagination Theatre, protagonitzada per John Patrick Lowrie com Holmes i Lawrence Albert com Watson.

### Altres mitjans
La història es fa referència al llibre The Three Investigators #7 The Mystery of the Fiery Eye que tracta d'una pedra preciosa amagada i una pista falsa de busts, utilitzada per un afiliat de Holmes.